# Dehesa de San Bartolomé
Dehesa de San Bartolomé (también conocido como San Bartolomé de Berrosteguieta) es un despoblado que actualmente forma parte del concejo de Berrosteguieta, que está situado en el municipio de Vitoria, en la provincia de Álava, País Vasco (España).

## Historia
Documentado desde muy antiguo (Eneolítico-Bronce), se desconoce cuándo se despobló.